# グリーゼ357
グリーゼ357（英語: Gliese 357）もしくはGJ 357とは、地球からうみへび座の方向に約31光年離れた位置にある11等級の赤色矮星である。

## 特徴
| 太陽 | グリーゼ357 |
| ---- | ----------- |
| 太陽 | Exoplanet   |

グリーゼ357はスペクトル分類M2.5V型に分類される普遍的な赤色矮星の一つで、太陽の約3分の1ほどの質量と半径を持つ。表面温度は約3,500 Kほどしかなく、光度も太陽の約1.6%ほどしかない。天球上での固有運動が大きい「高速度星」に分類される。後述する太陽系外惑星探査機TESSの観測対象で、惑星が存在する可能性が示されたため、「TIC 413248763」や「TOI-562」というTESSの任務内における仮符号が割り振られている。

## 惑星系

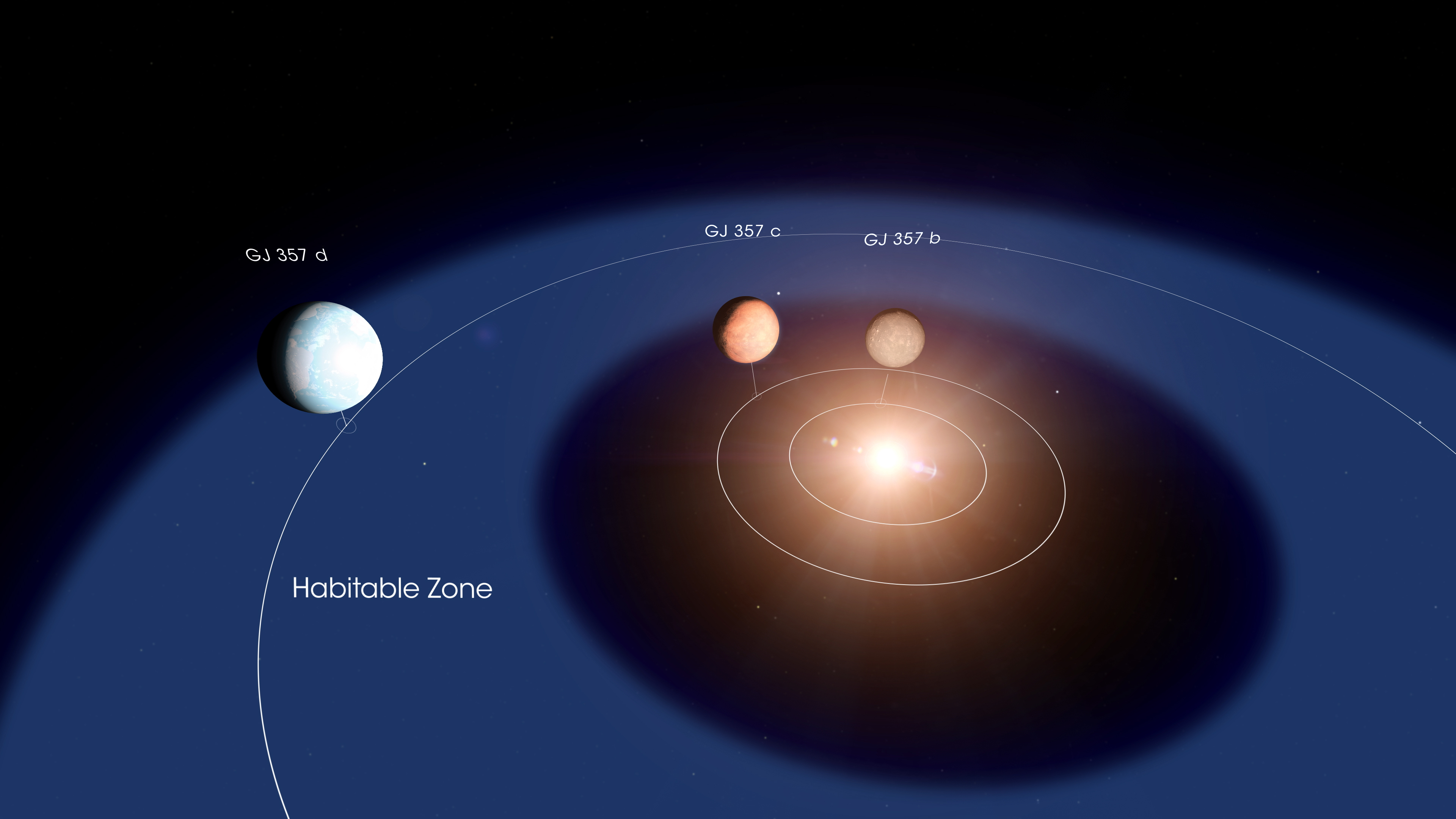
グリーゼ357系の惑星の軌道

NASAが打ち上げた太陽系外惑星探査機TESSによるトランジット法の観測と、ラスカンパナス天文台やケック天文台などによる1998年からのドップラー分光法での観測記録を照らし合わせた結果、2019年にグリーゼ357の周囲を3つの惑星が公転していることが確認された。発見された惑星は内側から順にグリーゼ357b（TOI-562.01）、グリーゼ357c（TOI-562.02）、グリーゼ357d（TOI-562.03）と命名されている。
これらの惑星はいずれも地球より大きな質量を持つスーパー・アースとされている。3つのうち、TESSによってトランジットが観測されたのは最も内側を公転するグリーゼ357bのみで、残る2つはグリーゼ357bに対して軌道が傾いており、発見論文が公表された時点ではトランジットは確認されておらず、トランジットが起きるか否かも判明していない。したがって、この2つの惑星の半径や組成といった特性は知られていない。
唯一トランジットが確認されているグリーゼ357bは地球の1.2倍の半径と1.8倍の質量を持つが、地球よりも約12倍多くの放射を主星から受けている事から、表面の温度は525 K（252 ℃）と推定されており、研究チームはこの惑星を「ホット・アース（Hot earth）」と呼称している。グリーゼ357cとグリーゼ357dは少なくともそれぞれ地球の3.4倍と6.1倍の質量を持ち、地球と同じ岩石で構成されたと仮定すると、地球と同程度から2倍の半径を持つと予想されている。グリーゼ357dはグリーゼ357のハビタブルゾーンの外縁付近を公転しており、温室効果などの影響を考慮しない場合の表面の温度は219.6 K（-53.6 ℃）とされ、表面に大気が存在していれば液体の水が存在できる可能性があるとされる。そのため、NASAはグリーゼ357dを「有望な世界（Promising world）」と表現している。グリーゼ357dのトランジットが観測されれば、地球に最も近い潜在的に居住可能な惑星になるとされる。
| 名称 （恒星に近い順） | 質量            | 軌道長半径 （天文単位） | 公転周期 (日)            | 軌道離心率      | 軌道傾斜角        | 半径                  |
| --------------------- | --------------- | ----------------------- | ------------------------ | --------------- | ----------------- | --------------------- |
| b                     | 1.84 ± 0.31 M⊕  | 0.035 ± 0.002           | 3.93072+0.00008 −0.00006 | 0.04+0.23 −0.04 | 89.12+0.37 −0.31° | 1.217+0.084 −0.083 R⊕ |
| c                     | ≥3.40 ± 0.46 M⊕ | 0.061 ± 0.004           | 9.1247+0.0011 −0.0010    | 0.02+0.21 −0.02 | —                 | —                     |
| d                     | ≥6.1 ± 1.0 M⊕   | 0.204 ± 0.004           | 55.661 ± 0.055           | 0.03+0.20 −0.03 | —                 | —                     |